# En Extasis
През 1995 Талия напуска Melody/Fonovisa Records заради EMI и издава първия си албум с тази компания – En Extasis. Продуциран е от Оскар Лопез и продуцента на латино-поп изпълнители Emilio Estefan Jr. (съпруг на Глория Естефан). En Extasis съдържа и първия голям световен хит на Талия – Piel Morena. Други сингли от този албум са Gracias a Dios, Amandote и Quiero Hacerte el Amor. Maria la del Barrio, която също е включена в този албум, е главната песен от сериала със същото име, в който Талия играе главната роля.

## Песни
1. Piel Morena
2. Juana
3. Quiero Hacerte el Amor
4. Amandote
5. Llevame Contigo
6. Me Erotizas
7. Gracias a Dios
8. Lagrimas
9. Te Quiero Tanto
10. Te Deje la Puerta Abierta
11. Fantasia
12. Me Faltas Tu
13. Piel Morena (Remix)
14. Maria La Del Barrio

## Сингли
Piel Morena (#1 MEX)
Amandote (#3 MEX)
Gracias a Dios (#3 MEX)
Lagrimas
Quiero Hacerte el Amor